# Kenneth B. Wolfe

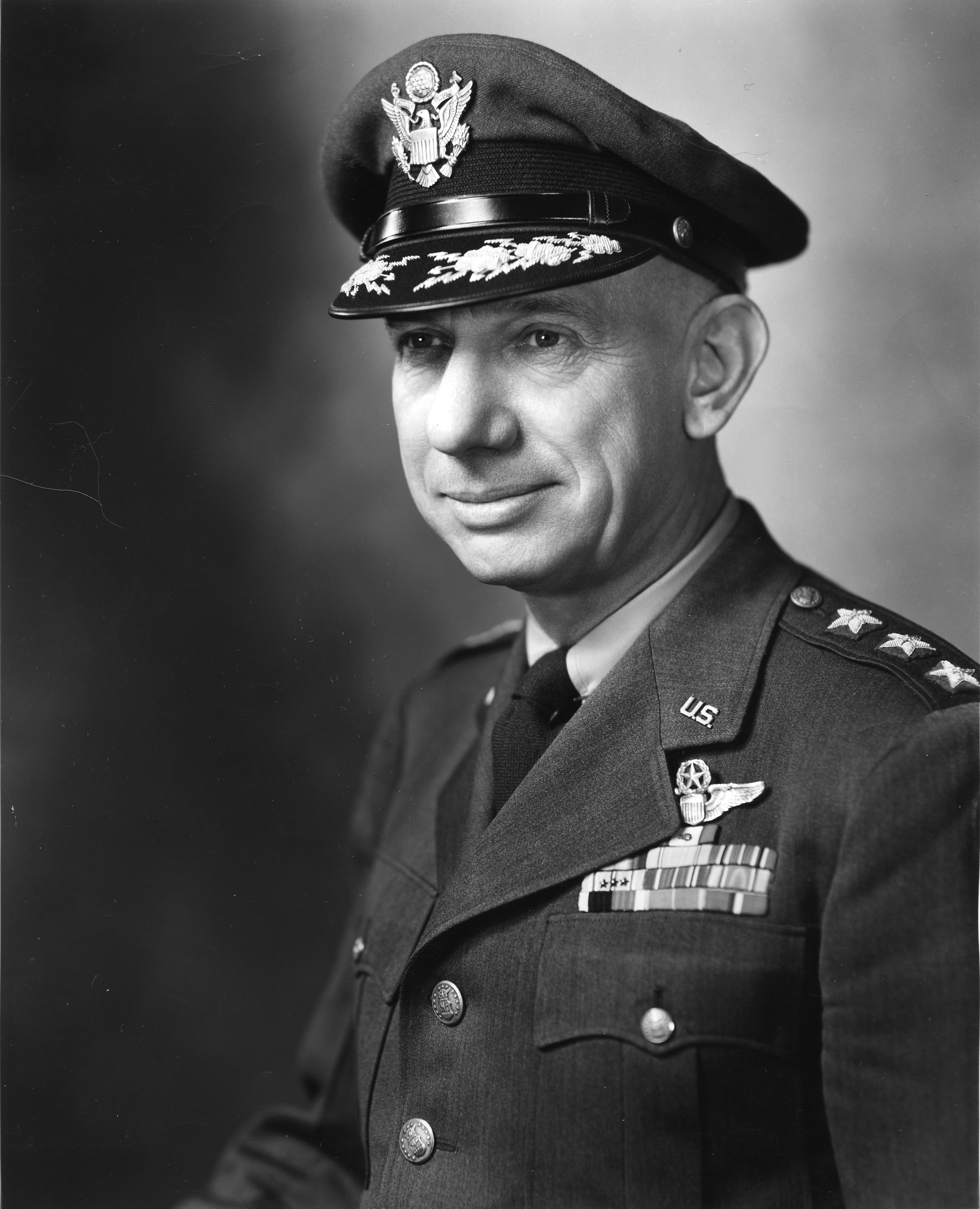
Generalleutnant Kenneth B. Wolfe

Kenneth Bonner Wolfe (* 12. August 1896 in Denver, Colorado; † 1. Oktober 1971 in San Diego, Kalifornien) war ein US-amerikanischer Offizier und zuletzt Generalleutnant der US Air Force, der im Zweiten Weltkrieg die ersten B-29-Angriffe von China aus auf Japan leitete. Später war er an der Entwicklung und Anschaffung der landesweit prägenden Langstreckenbomber B-29, B-50, B-36 und B-47 beteiligt. Zuletzt war er zwischen 1949 und 1951 stellvertretender Chef des Stabes der US Air Force für Material der US Air Force.

## Leben

### Offiziersausbildung und Zwischenkriegszeit
Kenneth Bonner Wolfe war der ältere Sohn von George Franklin Wolfe (1866–1913) und Selma Wilhelmina Gustafsson Wolfe (1872–1960). Sein jüngerer Bruder Franklin Calhoun Wolfe (1902–1965) diente als Oberst in der US Air Force. Er selbst trat nach dem Besuch der High School in Portland und San Diego im Januar 1918 als Obergefreiter (Private First Class) in die Fliegertruppe (Aviation Section) des Fernmeldereservekorps (Signal Reserve Corps) ein. Er erhielt eine Boden- und Flugausbildung in Berkeley und auf Militärflughafen Park Field in Tennessee. Er wurde im Juli 1918 mit dem vorübergehenden Dienstgrad eines Leutnant (Temporary Second Lieutenant) in den US Army Air Service übernommen. Er diente für kurze Zeit in Park Field als Fluglehrer und wechselte dann in derselben Funktion nach Souther Field in Georgia. Im Januar 1919 kehrte er nach Park Field zurück und ging im März 1919 als verantwortlicher Flugoffizier nach Carlstrom Field in Florida. Im Juli 1919 wurde er Chef-Ingenieuroffizier im Air Intermediate Depot in Americus und wurde am 1. Juli 1920 im Range eines Leutnant als Berufssoldat (Regular Army commission) in den US Army Air Service und zugleich zum Oberleutnant (First Lieutenant) befördert.
Im November 1922 wurde Wolfe Fluglehrer auf dem Militärflugplatz Brooks Field und übernahm zugleich den Posten als Leiter der Flugzeugreparatur dieses Stützpunktes. Im Mai 1926 wechselte er als Planungs- und Betriebsoffizier nach Clark Field auf den Philippinen. Nach seiner Rückkehr in die Vereinigten Staaten wurde er im August 1928 Technischer Offizier und Fallschirmoffizier in Langley Field und absolvierte zwischen Juli 1930 und Juni 1931 die US Air Corps Engineering School in Wilbur Wright Field. Nach deren Abschluss fungierte er als Technischer Offizier sowie Chef-Ingenieuroffizier der dortigen Flugzeuginspektion. Daraufhin besuchte er von Juni 1935 bis Juni 1936 die Air Corps Tactical School in Maxwell Field sowie zwischen Juni 1936 und Juni 1937 die Kommando- und Generalstabsschule CGSS (Command and General Staff School) in Fort Leavenworth. Nach deren Abschluss wurde er im Juni 1937 Vertreter des US Army Air Corps (USAAC) bei der Douglas Aircraft Company in El Segundo.

### Zweiter Weltkrieg

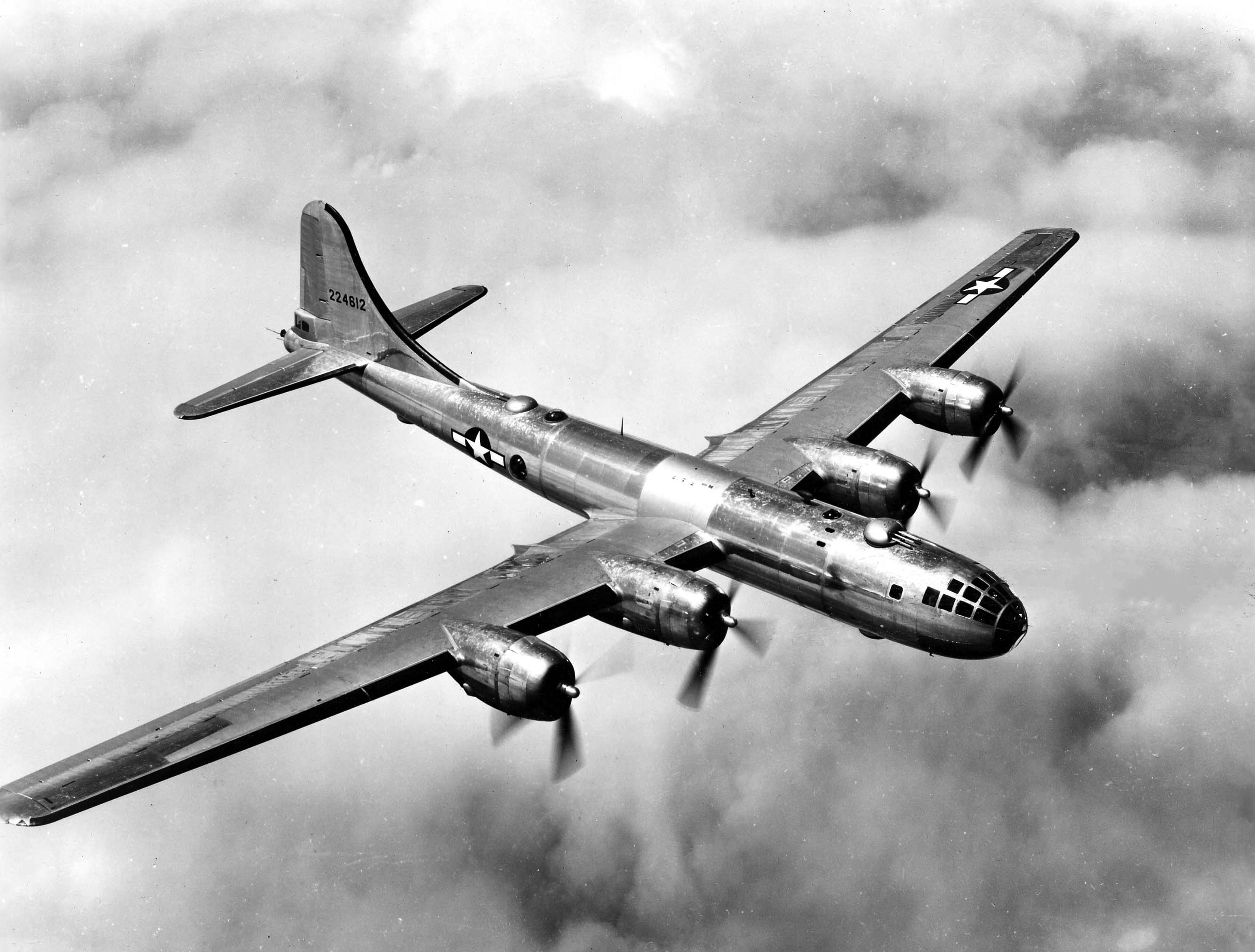
Zu Beginn des Zweiten Weltkrieges war Oberstleutnant Wolfe als Chef des B-29 Special Project Staff für die ersten Flug- und Diensttests der B-29 „Superfortress“ für die US Army Air Forces (USAAF) verantwortlich.

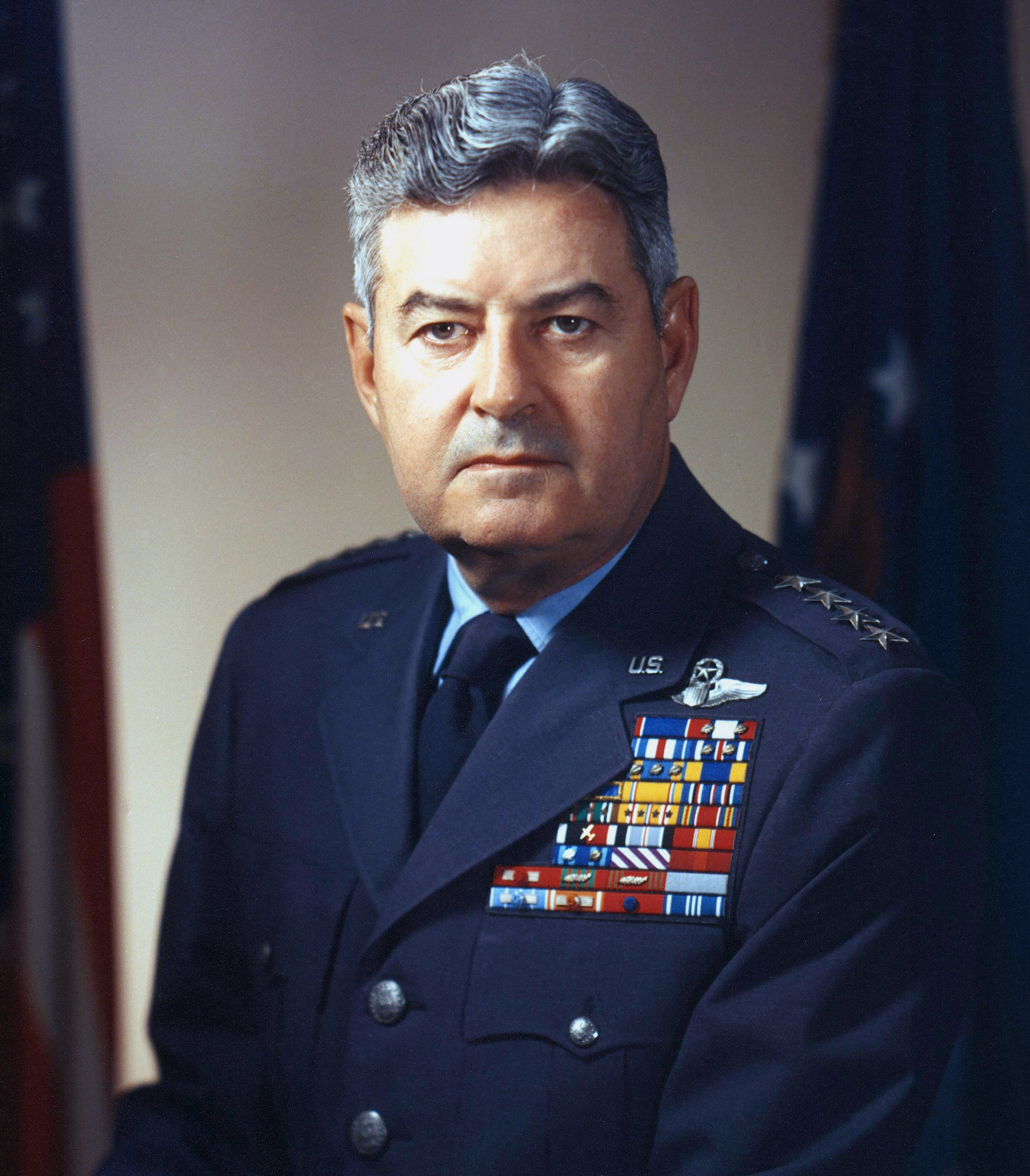
Generalmajor Curtis E. LeMay wurde 1944 Nachfolger von Wolfe als Kommandierender General des XX. Bomberkommandos (XX Bomber Command).

Kenneth B. Wolfe war danach von März 1939 bis Februar 1940 erst stellvertretender Leiter und danach von Februar 1940 bis Juni 1943 Leiter der Sektion Fertigungstechnik der Materialabteilung des Luftkorps (Air Corps Material Division). Als Chef des B-29 Special Project Staff war er für die ersten Flug- und Diensttests der B-29 „Superfortress“ für die US Army Air Forces (USAAF) verantwortlich. Am 15. März 1941 erhielt er den vorübergehenden Dienstgrad eines Oberstleutnant (Temporary Lieutenant-Colonel) und wurde am 15. September 1941 zum Oberstleutnant (Lieutenant-Colonel) sowie am 1. März 1942 zum Brigadegeneral (Brigadier-General) der Army of the United States ernannt. Er war später bis Juni 1943 Leiter der Produktionsabteilung des Materialzentrums (Materiel Center) in Wright Field und wurde als solcher am 4. November 1942 zum Oberstleutnant (Lieutenant-Colonel) befördert.
Am 21. Juni 1943 wurde Wolfe Kommandierender General des 58. Bombergeschwaders (58th Bomb Wing) in Salinas und bekleidete diesen Posten bis zum 27. November 1943, woraufhin er vom 27. November 1943 bis zu seiner Ablösung durch Generalmajor Curtis E. LeMay am 6. Juli 1944 Kommandierender General des XX. Bomberkommandos (XX Bomber Command). Unter seiner Führung wurde das 20. Bomberkommando ausgebildet und für seine ersten Angriffe gegen Japan von Stützpunkten in Westchina nach Indien verlegt. Ihm wurde am 19. Februar 1944 erstmals das Army Distinguished Service Medal verliehen. Am 15. Juni 1944 leitete er den ersten B-29-Angriff gegen Japan, der von geheimen Stützpunkten in Westchina aus durchgeführt wurde. Im Juli 1944 kehrte er in die Vereinigten Staaten zurück, um den Posten als Kommandierender General des Materialkommandos (Materiel Command) in Wright Field zu übernehmen. Im September 1944, als das Materiel Command und das Luftdienstkommandos (Air Service Command) zum Lufttechnischen Dienstkommando (Air Technical Service Command) zusammengelegt wurden, wurde er Chef für Technik und Beschaffung dieses neuen Kommandos (Chief of Engineering & Procurement, Air Technical Service Command). Am 8. November 1945 wurde er zum Generalmajor der Army of the United States ernannt. Er verließ Wright Field im April 1945 für einen vorübergehenden Einsatz bis August 1945 im Hauptquartier der US Army Air Force in Washington.

### Nachkriegszeit und Aufstieg zum Generalleutnant
Kenneth B. Wolfe kam im August 1945 als Chef des Stabes zur 5. Luftflotte (Fifth Air Force) auf Okinawa und wurde zwei Monate später als Nachfolger von Generalleutnant Ennis C. Whitehead am 4. Oktober 1945 deren Kommandierender General. Nachdem er das Kommando über die Fünfte übernommen hatte, leitete er ihren Übergang von einer mächtigen Angriffstruppe zur Besatzungsluftwaffe Japans und Südkoreas, die vom Hauptquartier in Nagoya aus operierte. Er hatte diese Funktion bis zum 16. Januar 1948 inne und wurde daraufhin von Generalmajor Thomas D. White abgelöst. 1946 wurde ihm zum zweiten Mal die Army Distinguished Service Medal verliehen. Am 28. Februar 1947 erfolgte seine Beförderung zum Brigadegeneral (Brigadier General) der nunmehrigen United States Air Force (USAF). Im Januar 1948 kehrte er in die Vereinigten Staaten zurück und wurde zum Direktor für Beschaffung und industrielle Mobilisierungsplanung im Hauptquartier des neu aufgestellten Luftmaterialkommandos (Director of Procurement & Industrial Mobilization Planning, Air Materiel Command) der USAF in Wright Field ernannt. Am 19. Februar 1948 wurde er zum Generalmajor (Major General) befördert. Am 16. September 1949 erfolgte seine Ernennung in den vorübergehenden Dienstrang eines Generalleutnants (Temporary Lieutenant General) und zum stellvertretenden Stabschef für Material im Hauptquartier der US Air Force (Deputy Chief of Staff for Material).
Am 30. Juni 1951 schied Wolfe nach 33 Dienstjahren aus dem aktiven Militärdienst aus und wurde mit seinem Eintritt in den Ruhestand noch zum Generalleutnant (Lieutenant General) befördert sowie noch einmal mit der Army Distinguished Service Medal geehrt. Als Kommandopilot, Kampfbeobachter und Flugzeugbeobachter eingestuft, hatte Wolfe mehr als 7.000 Flugstunden absolviert. Er wurde unter anderem auch mit dem Order of the British Empire ausgezeichnet. Aus seiner Ehe mit Edwina Florence French Wolfe (1894–1964) ging die Tochter Beverley Ray Wolfe Chickering (1924–1990) hervor, die seit 1947 mit dem Oberstleutnant der US Air Force John Bradley Chickering (1924–2012) verheiratet war. Nach seinem Tode wurde Generalleutnant Kenneth B. Wolfe auf dem Nationalfriedhof Arlington beigesetzt.

## Auszeichnungen
Auswahl der Dekorationen, sortiert in Anlehnung an die Order of Precedence of Military Awards:
- Army Distinguished Service Medal (3×)